# Prepona marquei
Prepona marquei är en fjärilsart som beskrevs av Le Moult 1932. Prepona marquei ingår i släktet Prepona och familjen praktfjärilar. Inga underarter finns listade i Catalogue of Life.